# Swiss Rides

Ancien logo de l'entreprise

Swiss Rides AG (anciennement Bear Rides, diminutif de BEst Amusement Rides) est une entreprise de construction d'attractions installée en Suisse, à Flums. Fondée en 1995, elle devient une AG en 2004 et change de nom pour Swiss Rides AG en 2009. Elle est spécialisée dans la construction d'attractions aquatiques de type bûche et rivière rapide de bouées. À partir de 2000, ils travaillent également avec ABC Rides, qui ne fait que de l’ingénierie.
Swiss Rides appartient au groupe Bartholet.

## Modèles
Liste des attractions fabriquées et noms des parcs les possédants :
- Big Splash - Shoot the Chute
  - Flamingo Land,  Royaume-Uni

- Tow boat ride - Balade en bateau de 9 personnes.
  - Belantis,  Allemagne
  - Geroland,  Égypte
  - Drayton Manor,  Royaume-Uni

- Round Boat Ride
  - Gilroy Gardens,  États-Unis
  - Parc Gorki,  Russie
  - Star City,  Philippines

- Shoot, tilt & drop tower - Tour de chute
  - Erlebnispark Tripsdrill  Allemagne
  - BonbonLand  Danemark
  - Fraispertuis-City  France

- Flume Ride - Bûches classiques
  - Al Shallal Theme Park,  Arabie saoudite
  - Potts Park,  Allemagne
  - Skara Sommarland,  Suède

- Grand Flume - Bûches de 8 places.
  - Drayton Manor,  Royaume-Uni
  - Shijinshan Amusement Park,  Chine
  - OCT East,  Chine

- Kiddie Flume - Bûches junior
  - Terra Mítica,  Espagne

- Rafting Ride - Rivière rapide de bouées
  - Avonturenpark Hellendoorn,  Pays-Bas
  - Fårup Sommerland,  Danemark
  - Fort Fun Abenteuerland,  Allemagne
  - Hunderfossen Familienpark,  Norvège
  - Jin Jiang Action Park,  Chine
  - Tianjin Amusement Park,  Chine
  - VisionLand,  États-Unis

- Junior Rafting - Rivière rapide de bouées junior
  - Al Hokair Land, (Dhahran)  Arabie saoudite
  - Al Hokair Land, (Riyadh)  Arabie saoudite

- Sea Dragon Ride
  - Leofoo Village Theme Park,  Taïwan